# Route nationale 193 (Italie)
Pour les articles homonymes, voir Route nationale 193 (homonymie).
La route nationale 193 di Augusta (SS 193) est une route nationale italienne qui relie la route nationale 114 à la ville d'Augusta en Sicile.

## Description
Elle se compose de deux voies dans chaque sens de circulation séparées par un terre-plein central. L'un des axes dessert notamment le centre pétrochimique de Syracuse. L'itinéraire d'origine (débutant par la Strada Statale 114 Orientale Sicula près de Melilli - Augusta) était complètement différent de l'actuel et passait au sud de celui-ci. L'ancienne route nationale a été déclassée en route provinciale.

### Parcours
| di Augusta |                                   |      |          |
| Type       | Indication                        | ↓km↓ | Province |
|            | Axe de pénétration de Villasmundo | 0,0  | SR       |
|            | Orientale Sicula                  | 0,4  | SR       |
|            | Centre pétrochimique de Syracuse  | 1,3  | SR       |
|            | Port d'Augusta                    | 2,8  | SR       |
|            | Augusta pour Villasmundo          | 5,2  | SR       |